# Nguyễn Văn Thanh
Nguyễn Văn Thanh – wietnamski zapaśnik walczący w stylu klasycznym.
Triumfator igrzysk Azji Południowo-Wschodniej w 1997. Brązowy medalista mistrzostw Azji Południowo-Wschodniej w 1997 roku.